# Antony Costa
Antony Daniel Costa (nascido a 23 de Junho de 1981 em Edgware, Londres, Inglaterra) é um cantor e um dos membros do Blue. Também é compositor e ator.

## Biografia
Nascido em Edgware, norte de Londres, Costa assistiu à Escola Hendon em Barnet, também no norte de Londres. O seu pai é um cipriota grego e sua mãe é judia. Ele assistiu à escola de Academia americana na Larnaca antes de retornar à Inglaterra. Ele tem uma irmã, Natalie e um irmão, Louis. Um dos primeiros papéis de televisão de Costa foi como um aluno no sitcom de Steven Moffat chamado Chalk. Ele então continuou aparecendo na Grange Hill.
Em 2004, Costa, juntamente com o cantor Peter André, foi dada a oportunidade de se reunir com o primeiro-ministro Tony Blair nas celebrações na chegada de dez novos membros na União Europeia que incluía Chipre.
A sua ex-noiva Lucy Bolster deu à luz sua primeira criança, Emilie Olivia em Enfield, norte de Londres, no dia 10 de março de 2004.
Em novembro de 2006, anunciou-se que Costa e a sua namorada de longo prazo, Adele Silva, se tinham separado como ela está em Yorkshire, filmando a série de tv do canal ITV Emmerdale, enquanto ele está em Londres.
De 10 de Abril de 2006, Costa desempenhou o papel principal de Mickey Johnstone na produção musical londrina do longa Blood Brothers, dirigido e produzido por Bill Kenwright; seu contrato correu para fevereiro de 2007. De março, Costa visitou o Reino Unido na turnê décimo aniversário da Boogie Nights.
Ele foi participante do reality show I'm a Celebrity... Get Me Out Of Here! em 2005 e foi eliminado do programa no dia 3 de dezembro de 2005 depois de quatorze dias.
Costa lançou o seu solo chamado "Do You Ever Think of Me" em fevereiro de 2006. O single debutou na 19º posição no UK Singles Chart. Ele veio a competir na Eurovision: Making Your Mind Up para encontrar um concorrente que representasse o Reino Unido, mas não ganhou a honra, com "It's a Beautiful Thing".
Em junho de 2006, Costa posou nu para a revista Cosmopolitan de 10 Anos de Nu Masculino Centrefolds, ao lado de outras estrelas, incluindo o cantor Ronan Keating, o ator Danny Dyer, o MP Labour Jim Devine, e apresentador de TV Craig Doyle.
O álbum de estreia de Costa, "Heart Full of Soul" foi lançado no dia 3 de julho de 2006 no Reino Unido e Irlanda. O álbum não conseguiu fazer sucesso nas paradas, e desde então, ele deixou a gravadora, Globe Records.
Costa teve seu primeiro trabalho solo turnê pelo Reino Unido em fevereiro e março de 2008, executando canções de seu álbum de estreia. Sua turnê pelo Reino Unido tinha dezoito datas, que começou em 16 de fevereiro de 2008 no The Brindley, em Runcorn e terminou em 26 de Março de 2008, em Barrow in Furness. Ele desfilou para Giorgio Armani no final de 2008.
No dia 28 de abril de 2009, o Blue anunciou o retorno e que iriam fazer uma turnê e um novo álbum. Antony Costa estava em uma banda pop chamada The Chase com o ex-membro do S Club 8, Jay Asforis.

## Discografia

### Álbuns
- Heart Full of Soul - 2006

### Singles
- "Do You Ever Think of Me" - 2006